# Estación de Santa Eulalia del Campo
Santa Eulalia del Campo es una estación ferroviaria situada en el municipio español homónimo en la provincia de Teruel, comunidad autónoma de Aragón. La estación forma parte de la red de Adif. Cuenta con servicios de media distancia operados por Renfe. Las instalaciones también cumplen con funciones logísticas.

## Situación ferroviaria
Está situada en el punto kilométrico 100 de la línea 610 de la red ferroviaria española que une Zaragoza con Sagunto por Teruel, entre las estaciones de Villafranca del Campo y de Cella. El kilometraje se corresponde con el histórico trazado entre Calatayud y Valencia, tomando la primera como punto de partida. El tramo es de vía única y está sin electrificar. 
Antiguamente desde esta estación partía el ramal de ancho ibérico que enlazaba con las minas de Ojos Negros. 

## Historia
La estación fue puesta en servicio el 1 de abril de 1901 con la apertura del tramo Calatayud-Puerto Escandón de la línea Calatayud-Valencia. Las obras corrieron a cargo de la Compañía del Ferrocarril Central de Aragón. En 1941, con la nacionalización de la red ferroviaria de ancho ibérico, la estación pasó a ser gestionada por RENFE. Desde el 31 de diciembre de 2004 Adif es la titular de las instalaciones.
A modo de ejemplo, en los horarios de 1962-1963, los trenes TAF de largo recorrido Irún/Bilbao con destino Valencia y viceversa, efectuaban parada en la estación, lo que revela una cierta importancia de la misma. De la misma época databa el apartadero de la empresa Azucarera del Jiloca existiendo un tractor destinado a las maniobras del material. Tal tamaño tenía que superaba en extensión a la propia estación.
De 1972 a 1986 en la zona norte de la estación (actuales vías 5 y 7) se recibía el mineral de hierro de Sierra Menera, merced a un ramal de via de ancho ibérico que lo comunicaba con el de ferrocarril de Ojos Negros, de la Compañía Minera del Ferrocarril de Sierra Menera, que ya lo hacía por via estrecha desde 1907. Se cerró en 1986 tras anularse la actividad minera. Sin embargo, por tener trabajadores de baja laboral, el cierre definitivo de la Compañía Minera de Sierra Menera se produjo en agosto de 1990 al pasar a jubilado el último trabajador. 
El 31 de diciembre de 2019, se cerró la taquilla de venta de billetes, pero solo 15 días más tarde se reabrieron con personal de Adif, que se hará cargo de este servicio de forma provisional en horario de mañana, hasta que lo asuma de forma permanente personal de Renfe Operadora.

## La estación

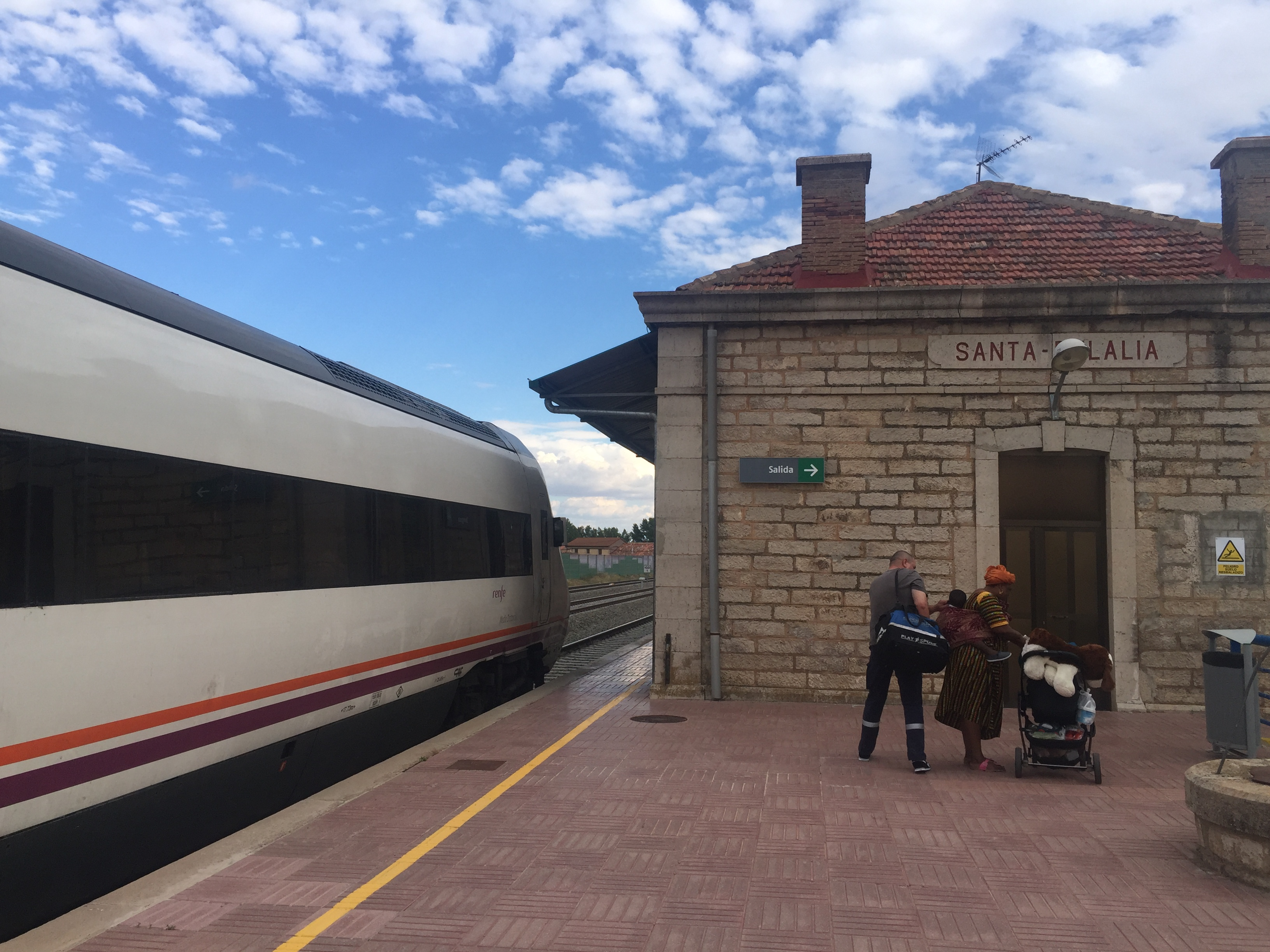
Tren de Media Distancia Zaragoza - Cartagena, estacionado en Santa Eulalia del Campo

El edificio de viajeros es plenamente funcional. Cuenta con máquina de autoventa en el refugio exterior, despacho de venta de billetes, sala de espera con calefacción y aseos. En toda la fachada del edificio principal hay un tejadillo, a falta de marquesina, dada la estrechez del andén en ese punto. También cuenta con aparcamiento en el exterior, teniendo dos plazas para usuarios con discapacidad. Los andenes cuentan cada uno con marquesina abierta. Los cambios de andén son subterráneos y adaptados a personas con discapacidad. La estación se halla en la parte noreste de la población, a escasos metros de las primeras casas.
Al norte de la estación se halla el ramal métrico y vías de apartado 5 y 7 que la comunicaba con la antigua estación del Ferrocarril minero de Ojos Negros, abandonado en 1972. Actualmente convertido en la Via Verde de Ojos Negros acondicionada en sentido Sagunto, y en obras en sentido a Ojos Negros. La via para trenes directos (sin acceso a andén) es la vía 1. En sentido Zaragoza está la vía 2 y en sentido Teruel la vía 3, que es atendida por el andén del edificio de viajeros.
La Estación de Santa Eulalia cuenta con zona de aparcamiento público gratuito, con algunas plazas reservadas para vehículos de personas con discapacidad.

## Servicios ferroviarios

### Media distancia
En esta estación efectúan parada el tren Regional diésel de la serie 596 de Renfe que une Zaragoza con Teruel y los MD diésel del modelo S-599 que unen Zaragoza/Huesca con Valencia/Teruel.
| Línea MD | Trenes   | Origen/Destino           |  | Destino/Origen |
| -------- | -------- | ------------------------ |  | -------------- |
| 49       | MD       | Zaragoza-Delicias Huesca |  | Valencia-Norte |
| 49       | MD       | Zaragoza-Miraflores      |  | Valencia-Norte |
| 49       | Regional | Zaragoza-Miraflores      |  | Teruel         |

## Acceso a la Vía Verde de Ojos Negros

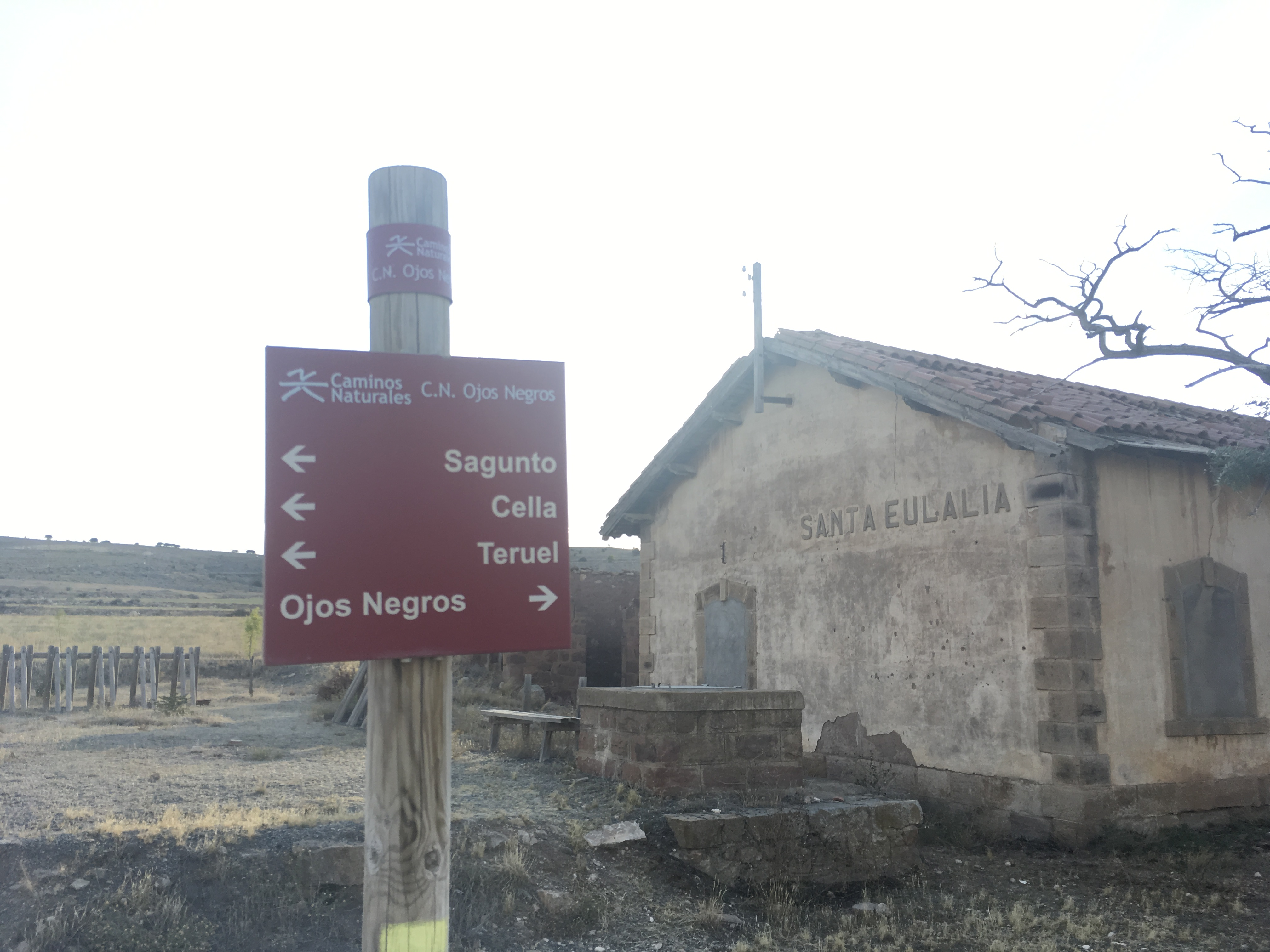
Antigua Estación del Ferrocarril de Sierra Menera en Santa Eulalia del Campo. Punto de Acceso a la Vía Verde de Ojos Negros

El antiguo trazado del Ferrocarril de Sierra Menera Ojos Negros - Puerto de Sagunto, actualmente ha sido convertido en la Vía Verde de Ojos Negros, que es la más larga de España, con 182,2 kilómetros. La senda ha sido acondicionada para practicar senderismo y cicloturismo, con gran número de visitantes, especialmente en la época estival. Esta vía verde pertenece al Eje Santander-Mediterráneo  de la Red de Caminos Naturales.
Los trenes de Media Distancia que llegan a la estación de Santa Eulalia permiten viajar transportando la bicicleta, por lo que esta estación se ha convertido en el principal punto de acceso al inicio de esta Vía Verde por Ojos Negros para los cicloturistas y senderistas.